# 四次元ポケット
四次元ポケット（よじげんポケット）は、藤子・F・不二雄のSF漫画『ドラえもん』に登場するポケット。ひみつ道具を出したり収納したりする、作中で最も使用頻度の高い物である。

## 概要
ポケットの内側が四次元空間（ワームホール）に繋がっており、無限に物体を収納することができる。普段はドラえもんの腹部に装着されている。のび太を助ける様々なひみつ道具は、四次元空間内の四次元倉庫に収納されている。また、スペアポケット（後述）と四次元空間越しに繋がっている。ポケットの口以上の大きさの物体も入れたり取り出すことが可能（その際には、道具の方がポケットの口の大きさに合わせて歪む）。ポケットを付けたまま頭からポケットの中に突っ込み全身を入れると、ポケットを含めた全身を四次元空間へと容れることができる。四次元空間内は黄色で、万華鏡を動かしたような風景が広がっており、重力が存在しないため収納物は四次元空間を漂っている。また作中での現実世界に出されたひみつ道具をポケット経由で取り出すことも可能であり（『ドラえもん のび太の大魔境』でのどこでもドア）、その場合は現実世界での形状そのままで取り出される。ドラえもんは、ロボット学校の校長である、寺尾台博士校長に贈与されたことによって所有しており、この後、セワシを幸せにするため、1番出来の悪い先祖(のび太に当たる)を四次元ポケットのなかにあるひみつ道具で助け(世話)に行く。
色は白だが、初期の『コロコロコミック』の表紙などではオレンジに着色されている。また、ドラミが付けている四次元ポケットはチェックの模様がついている。
口の部分には「イメージ検索機能」が内蔵されている。欲しいひみつ道具を頭でイメージしながらポケットへ手を入れると、内部のコンピューターが自動的にひみつ道具を選び出す。これにより、数多くのひみつ道具の中からその場に応じたひみつ道具を素早く取り出すことができる。ひみつ道具について知らなくても、希望がはっきりしていれば機能が働くようで、現に未来について何も知らない昔の人間がポケットを探り、（使い方は分からなくとも）用途に合ったひみつ道具を取り出したことがある（『のび太のドラビアンナイト』）。
ひみつ道具のほか、日用品も多数収納されている(ただのやかんなど)。非常食としてどら焼きを入れていることもある（「百鬼せんこう」）。
ただし、あまり乱雑に物を入れておくと「イメージ検索機能」がうまく働かず、取り出す際に目的の物を探すのに時間がかかる。特にドラえもんが慌てたときなど、イメージが固まらないためか「あれでもない、これでもない」又は「なんかないか」とその場で本来欲しいひみつ道具以外の物（食器類等の日用品が多い）を撒き散らしながらポケットをまさぐることが多い。このパターンの初出はてんとう虫コミックス2巻収録「恐竜ハンター」で、そこでは恐竜を誘き出すためのバターとジャムをのび太が弁当と勘違いして、一緒に大量の食品をポケットに詰めたのが原因となっている。
カートリッジ式で、ドラえもんの腹部から自由に取り外すことが可能。人間が自分の服に付けることもできるが、ドラえもんのようにひみつ道具を使いこなせるかどうかは本人の技量次第。しずかは上手に使いこなしたが（26巻「魔女っ子しずちゃん」）、のび太が使うとやはり失敗続きとなる（34巻「水たまりのピラルク」ほか）。
元々はなんでも出せるポケット以上の設定はなく、てんとう虫コミックスでの単行本出版時の作者に四次元との関わりが記述されたのが最初で、以後劇中などへの公式設定につながった。
『ドラえもん』の前に連載されていた藤子作品『ウメ星デンカ』でデンカ一家が乗ってきた、ツボ型宇宙船から色々な道具が出てくるという設定が四次元ポケットのプロットとなった。
『ドラえもん百科』（方倉陽二著）においては、正式名称は「ロボット専用四次元空間内蔵秘密道具格納ポケット（四次元空間使用許可管理局承認番号D7E1293）」とされている。また四次元空間許可管理局特殊携帯型承認番号H52T264も取得済み。しかし、2012年2月27日放送の『キングコングのあるコトないコト』では、藤子・F・不二雄プロに確認したところ四次元ポケットの正式名はやはり「四次元ポケット」であるとの回答があったとしている。
素材について公式設定の存在は確認されていない。一部では、安定化した反物質「エキゾチック・マテリアル」でできていると考察している（国際ドラえもん学会著『ドラえもんの鉄がく』）。ただし、耐火性については考慮されていないらしく、火をつけると燃えてしまう（大長編『のび太の太陽王伝説』）。水を通さないフタがついており（「おざしき水族館」）、洗濯機で洗うことも可能（25巻「四次元ポケットにスペアがあったのだ」）。見た目は『のび太とブリキの迷宮』でしずかにパンツと誤認されるような素材となっている。
『のび太の太陽王伝説』において、ポケットを取り戻したドラえもんが「ぼくはこれがないとしまらない」と言っていることから、この四次元ポケットがドラえもんの象徴となっていることを自覚している事が窺い知ることができる。
『ドラベース ドラえもん超野球外伝』のレツのセリフから半円状のポケットだけでなく普通のポケットの型の四次元ポケットも存在することが明らかになった。
『映画ドラえもん のび太のひみつ道具博物館』の博物館中の全てのひみつ道具が消滅するシーンで、四次元ポケットのみ他のガラクタ同様消滅しなかった。

### スペアポケット
スペアポケットは、「四次元ポケットにスペアがあったのだ」（てんとう虫コミックス25巻に収録）で初登場し、以後たびたび使用される。
ドラえもんが使っている四次元ポケットとまったく同型、同性能のポケット。2つの四次元ポケットの内部は四次元空間でつながっており、どちらか一方へ入れた物を、もう一方から取り出すことができる。片方を洗濯して干している間など、交代させて使用する。通常、片方はドラえもんがお腹につけているが、その時にスペアポケットで道具を出されるとくすぐったくなるらしい。また、人間が片方に入るともう片方のある場所に出ることができるため、大長編・映画ではそれを利用してのび太がドラえもんを助けに行ったり、脱出に使ったりしたこともある（『のび太とブリキの迷宮』『のび太のねじ巻き都市冒険記』ほか）。ただし、ドラえもんはポケットの構造を忘れており、のび太に指摘されるまで気付かなかった事がある。
普段は、ドラえもんが就寝時に使用する枕の下に隠されている。ドラえもんに用事がある際、のび太にスペアポケットを貸すこともある（34巻「水たまりのピラルク」）が、一方でのび太が勝手にスペアポケットを使用し、道具を取り出すこともしばしばある（37巻「なんでもひきうけ会社」、40巻「レポーターロボット」）。そのために、ドラえもんがスペアポケットを隠してしまったこともある（45巻「四次元くずかご」）。
藤子・F・不二雄がベトナムを訪問した際に、現地の児童に｢四次元ポケットを持っているなら見せてほしい｣と頼まれたことがある。藤子は「四次元ポケットは今のところドラえもんがおなかに付けているものと押入れにある予備のものの2つしかありません。つまり、僕は四次元ポケットを持っていないんです」と答えていた。

## バリエーション
バリエーションとして、「四次元ポーチ」や（テレビアニメ第2作第1期「四次元ポーチ」、『映画ドラえもん のび太と空の理想郷』）、ドラえもんズのドラ・ザ・キッドの四次元ハット、王ドラの四次元そで、ドラメッドIII世の四次元ランプ、ドラニコフの四次元マフラーがある。ドラえもんズのものは前述のスペアポケット同様、ドラえもんの四次元ポケットと繋がっている。
また、22世紀のドラえもんのガールフレンドのノラミャー子のポケットは「タイムポケット」と呼ばれ、過去や未来など、別の時代のものを出すことができる（『2112年 ドラえもん誕生』）。
てんとう虫コミックス16巻「四次元ポケット」では、ドラえもんが自分のポケットから同名・同型の「四次元ポケット」というひみつ道具を出しているが、こちらにはドラえもん自身のポケットのようにひみつ道具を出す描写はなく、不用品収納用ポケットとして使用されている（ただし「物を収納する」という用途は同じ）。先述の「四次元ポーチ」はこの話のリメイクであり、ポーチもひみつ道具を出す描写はない。
『幼稚園』1970年1月号掲載の「ドラえもんがやってきた」（てんとう虫コミックス第0巻に収録）では、ポケットが復元光線を発射するライトになり、スネ夫の凧を直した。

## 四次元ポケットの理論
四次元ポケットは、我々が住んでいる空間より次元が高い四次元であるが故に、無限に物を入れられる。
今仮に二次元の紙のような空間にあるポケットが三次元につながるポケット（半円状の円柱）だとする。二次元にある物体の厚みはゼロなので、高さをz軸とすると、z=0にタケコプター、z=1にスモールライト、z=2にどこでもドアが入るようというに、無限に物を積み重ねられる。これが三次元空間にあるポケットが四次元空間にあるときにも同じことがいえる。よって、四次元ポケットは、無限に物を入れられるといえる。

## 余談
- 『のび太の南海大冒険』にて一度紛失しスペアポケットに付け替えるシーンがあるが、その後も『のび太の太陽王伝説』や『のび太のワンニャン時空伝』などで四次元ポケットとスペアポケットの両方が登場する。その内、『のび太の太陽王伝説』ではポケットがレディナの魔法で燃えてしまったが、のび太がスペアを持っており、その後はドラえもんに返却されている。これらの作品が時間軸的に『南海大冒険』より前の話なのか、新しくしたのかは曖昧である。